# 山口合同ガス
山口合同ガス株式会社（やまぐちごうどうガス）は、山口県下関市に本社を置く、山口県の瀬戸内海側の8市を営業エリアとする一般ガス事業者である。

## 概要
1915年（大正4年）2月18日に「下関瓦斯株式会社」として設立。その後、1929年（昭和4年）3月に防府瓦斯、1935年（昭和10年）7月に徳山瓦斯、1977年（昭和52年）12月に山口瓦斯、小野田瓦斯を合併し、現在の「山口合同ガス株式会社」となる。2014年（平成26年）4月に宇部市の部分（後述）が当社の供給エリアとなったため、山口県で唯一の都市ガス事業者となっている。
バス事業者のサンデン交通とは経営者同士が親族であり、元国会議員の林義郎（サンデン交通会長）は子会社の西日本液化ガス（LPガス事業者）の会長を兼ねていた。ただし、相互にグループ会社とはなっていない。

## 営業エリア
- 下関市、山陽小野田市、宇部市、防府市、山口市、周南市、下松市、光市（いずれも一部地域を除く）
  - 宇部市内は原則として2014年（平成26年）3月31日までは宇部市ガス水道局の事業エリアだったが、同年4月1日より都市ガス事業が民営化、山口合同ガス宇部支店が開設され、同社の事業エリアに変換され、宇部市ガス水道局は宇部市上下水道局と改称された。
  - 山口県内でも、日本海側（阿武町、萩市、長門市）及び美祢市、周南市の旧熊毛町、光市の旧大和町から東の地域には都市ガスが整備されていない。